# Paris sous les bombes
Albums de Suprême NTM
1993... J'appuie sur la gâchette
(1993) Suprême NTM
(1998)
Singles
1. Tout n'est pas si facile
Sortie : 10 février 1995
2. La Fièvre
Sortie : 9 juin 1995
3. Qu'est-ce qu'on attend
Sortie : 22 février 1996
4. Come Again 2 - Le retour
Sortie : 2 juillet 1996
5. Affirmative Action Seine-Saint-Denis Style Remix
Sortie : 21 janvier 1997
6. Pass pass le oinj
Sortie : 21 mars 2000

Paris sous les bombes est le troisième album studio du groupe de rap français Suprême NTM, sorti en 1995 sur le label Epic Records.

## Genèse
Après avoir terminé, en mai 1994, sa courte tournée de quatre dates pour l'album 1993... J'appuie sur la gâchette, le groupe Suprême NTM retourne en studio au début du mois de juin pour préparer son troisième album. DJ S venant de quitter le groupe, il leur faut un autre DJ et producteur. Kool Shen et JoeyStarr se tournent alors vers l'ancien DJ du groupe Assassin, DJ Clyde, pour plusieurs productions, aidé de DJ Max. Le rappeur et producteur d'Assassin Solo ayant lui aussi à ce moment-là quitté le groupe, rejoint l'aventure ainsi que LG Experience et Lucien qui met NTM en contact aussi avec The Beatnuts. Le projet est achevé en décembre.
Un premier single, Tout n'est pas si facile, sort le 10 février 1995 afin d'annoncer l'arrivée imminente de l'album. Celui-ci portant le nom de Paris Sous Les Bombes est donc dans les bacs le 28 mars de la même année. Le titre de l'album, qui joue sur l'ambiguïté, fait référence aux bombes aérosols des graffiteurs dont les membres du groupe sont proches. Cet album reflète, dans ses thèmes, la nostalgie de l'adolescence et de la découverte du hip-hop par les membres de NTM (Tout n'est pas si facile, Paris sous les bombes), qui se posent parfois en arbitres (Nouvelle école et Old Skool). Une partie du reste des titres traitent de sujets[Lesquels ?] politiques d'actualité (Plus jamais ça, Qu'est-ce qu'on attend, Qui paiera les dégâts?). Le reste des sujets sont plus légers (Pass pass le oinj, Come Again 1 et 2, La Fièvre, Popopop !!).
L'album marque une évolution dans la voix de JoeyStarr. Celle-ci devenant bien plus vers le toasting jamaïcain du ragga. Dans cet album, le flow de Kool Shen change aussi, devenant plus maitrisé. Le flow des deux rappeurs est du coup plus mis en valeur et s'adapte mieux aux beats qui deviennent de plus en plus lents. La présence de Badreak et AL.X qui formeront le groupe Psykopat, sur plusieurs titres de l'album à savoir Le rêve, Old Skool, Pass pass le oinj et Popopop !!, sont désormais non plus seulement des danseurs mais aussi des rappeurs à part entière. À noter aussi que le single La Fièvre a un succès considérable et a contribué à la renommée du groupe.
À partir du 19 avril, le Suprême démarre une tournée nationale d'une vingtaine de dates dont une au Zénith de Paris, le 9 juin, le deuxième de l'histoire du groupe. DJ Clyde ne souhaitant pas assurer le live, le groupe trouve un autre DJ pour assurer leurs concerts. C'est ainsi que DJ James arrive et rejoint la tournée en devenant par la même occasion le nouveau DJ du groupe. La tournée terminée, il participe à quelques festivals pendant l'été dont le "Concert des Libertés", organisé par SOS Racisme, le 14 juillet à La Seyne-sur-Mer contre la victoire du Front national à Toulon. Puis, le groupe effectue de nouvelles dates à la fin de l'année qu'il achève par trois concerts au Bataclan les 18, 19 et 20 novembre.
Début 1996, les membres du Suprême NTM enchaînent de nouveau une tournée juste après avoir terminé la précédente dans laquelle ils effectuent un autre concert au Bataclan pendant l'été, filmé, puis sorti en VHS et diffusé sur Canal+. La même année, ils enregistrent un remix de leur titre Come Again en collaboration avec Big Red, qui sortira en single et maxi. Par la suite, Columbia Records, la maison de disque du rappeur américain Nas, les contacte pour faire un remix du titre Affirmative Action, figurant sur son deuxième opus, It Was Written. Ils acceptent et réalisent le morceau en y supprimant la partie de Cormega et Foxy Brown et en ajoutant un refrain. Peu de temps après, Nas vient à Paris pour écouter et finaliser le son. Il rencontre donc Kool Shen et JoeyStarr et le courant passe plutôt bien. Ils décident donc de faire un clip et le duo part à New York pour l'effectuer. Toutefois, l'entente entre le groupe français et le rappeur américain se dégrade puisque le jour du tournage du clip, Nas arrive avec six heures de retard et le rappeur AZ refuse de laisser monter un Blanc (Kool Shen) dans sa voiture [3]. Finalement, le clip n'est pas terminé et NTM repart à Paris. Cependant, Kool Shen tient à le finir et insiste pour que Nas vienne pour réaliser finalement le clip en France. L'américain revient alors et les trois rappeurs parviennent à faire le clip en entier. Le morceau, qui devient le single Affirmative Action Seine-Saint-Denis Style Remix, et le clip sortent finalement tous les deux au tout début de l'année 1997.
Une réédition de Paris Sous Les Bombes arrive sur le marché, sur laquelle sont présents les deux derniers morceaux enregistrés du groupe, les remix de Come Again et Affirmative Action.

## Accueil

### Commercial
L'album est le premier très gros succès du groupe en devenant son premier disque d'or quelques mois après sa sortie avec plus de 100 000 exemplaires vendus. Le succès continue, et en août 1996, Paris Sous Les Bombes est couronné d'un double disque d'or. L'année suivante, alors qu'il atteint la 16e place du Top 50 le 20 janvier 1997, l'album devient disque de platine en mai, après s'être écoulé à 300 000 exemplaires. Paris Sous Les Bombes dépassera par la suite les 500 000 exemplaires.

### Critique
Paris Sous Les Bombes est très bien accueilli par la critique spécialisée et par le public. Aujourd'hui[Quand ?], il est considéré comme l'un des meilleurs albums de NTM, mais aussi comme l'un des meilleurs albums de rap français. L'album est également inclus dans l'ouvrage Philippe Manœuvre présente : Rock français, de Johnny à BB Brunes, 123 albums essentiels.

## Condamnation
Lors du "Concert des Libertés" le 14 juillet 1995, le groupe s'apprête à interpréter le morceau Police. Avant ça, ils pointent du doigt les policiers présents pour le festival. Ces derniers portent ensuite plainte et les deux rappeurs se retrouvent quelques mois plus tard au Tribunal de première instance de Toulon. En novembre 1996, ils sont condamnés par ce tribunal à une peine de trois mois de prison ferme dont trois mois avec sursis et à six mois d'interdiction d'exercer leur fonction pour "propos outrageants" envers les forces de l'ordre présentes au concert.
Le groupe fait appel et en juin 1997, la Cour d'appel d'Aix-en-Provence revient sur le jugement. Finalement, la peine est allégée et les deux rappeurs sont condamnés à verser une amende de 50 000 francs chacun et à deux mois de prison avec sursis. Le groupe fera ensuite référence à cela dans le titre On est encore là sur leur album suivant, Suprême NTM.

## Accueil critique
- L'Express (08/06/95) : « Avec Paris sous les bombes, NTM […] reste fidèle à l'esprit hardcore (brut) qui le caractérise depuis 1989 […] au fil des années, NTM a appris l'art de nuancer, les vertus de l'humour, du phrasé plus léger, de la nostalgie[4] ». - Gilles Médioni

- Les Inrockuptibles (29/03/95) : « Ce troisième manifeste les pose en vétérans acculés au mur, cernés par l'invasion des nouveaux tocards […] parasites d'une culture idéaliste qu'ils refusent de voir s'édulcorer […] un régal où les rugissements de Joey Starr en viennent aux mains avec les samples épurés très New York underground […] les rimes ont conquis la subtilité requise pour déjouer la censure frontale[5]. » - Laure Narlian

- Le Nouvel Observateur (04/05/95) : « Paris sous les bombes est de loin leur plus belle réussite […] les paroles recèlent aussi quelques surprises […] ils continuent à ne parler que de ce qu'ils connaissent. C'est-à-dire de leurs vies de « galériens » de banlieue, plaisirs et embrouilles mêlés. Même s'ils n'ont jamais confondu le Bronx et Saint-Denis, Kool Shen et Joey Starr ont retenu une leçon de leurs modèles new yorkais. Elle tient en deux mots: « Stay Real. » rester vrai, ne pas décoller du réel[6]. » - Bernard Loupias

## Liste des pistes
| 1.    | Intro (avec Meo)                         | DJ Clyde, DJ Max | 2:36 |
| 2.    | Plus jamais ça                           | Lucien           | 4:46 |
| 3.    | Tout n'est pas si facile                 | DJ Clyde, DJ Max | 4:50 |
| 4.    | Come Again (pour que ça sonne funk)      | DJ Clyde, DJ Max | 4:05 |
| 5.    | Qu'est-ce qu'on attend                   | LG Experience    | 4:11 |
| 6.    | Nouvelle école                           | LG Experience    | 4:02 |
| 7.    | Le rêve (avec AL.X)                      | DJ Clyde, DJ Max | 4:17 |
| 8.    | Old Skool (avec Badreak & AL.X)          | DJ Clyde, DJ Max | 3:05 |
| 9.    | Intro (Paris sous les bombes)            | Kool Shen        | 0:41 |
| 10.   | Paris sous les bombes                    | Lucien           | 4:18 |
| 11.   | Pass pass le oinj (avec Badreak et AL.X) | LG Experience    | 4:08 |
| 12.   | Qui paiera les dégâts? Remix (DJ Clyde)  | The Beatnuts     | 4:29 |
| 13.   | Sista B. (interlude)                     |                  | 0:40 |
| 14.   | Est-ce la vie ou moi?                    | DJ Clyde, DJ Max | 5:23 |
| 15.   | La Fièvre                                | DJ Clyde, DJ Max | 4:05 |
| 16.   | Popopop !! (avec Badreak et AL.X)        | Solo             | 3:58 |
| 17.   | Outro                                    | LG Experience    | 2:15 |
| 61:11 |                                          |                  |      |

| Titres bonus sur la réédition de l'album en 1996 | Titres bonus sur la réédition de l'album en 1996                | Titres bonus sur la réédition de l'album en 1996 | Titres bonus sur la réédition de l'album en 1996 | Titres bonus sur la réédition de l'album en 1996 | Titres bonus sur la réédition de l'album en 1996 | Titres bonus sur la réédition de l'album en 1996 | Titres bonus sur la réédition de l'album en 1996 | Titres bonus sur la réédition de l'album en 1996 | Titres bonus sur la réédition de l'album en 1996 |
| No                                               | Titre                                                           | Compositeurs                                     | Durée                                            |                                                  |                                                  |                                                  |                                                  |                                                  |                                                  |
| ------------------------------------------------ | --------------------------------------------------------------- | ------------------------------------------------ | ------------------------------------------------ | ------------------------------------------------ | ------------------------------------------------ | ------------------------------------------------ | ------------------------------------------------ | ------------------------------------------------ | ------------------------------------------------ |
| 18.                                              | Come Again 2 (avec Big Red)                                     | LG Experience                                    | 3:43                                             |                                                  |                                                  |                                                  |                                                  |                                                  |                                                  |
| 19.                                              | Affirmative Action Seine-Saint-Denis Style Remix (avec Nas, AZ) | Kool Shen, Poke And Tone, Dave Atkinson          | 4:04                                             |                                                  |                                                  |                                                  |                                                  |                                                  |                                                  |
| 68:58                                            |                                                                 |                                                  |                                                  |                                                  |                                                  |                                                  |                                                  |                                                  |                                                  |

## Singles et maxis
- 1995 : Tout n'est pas si facile
- 1995 : La Fièvre avec Check the flow avec Lucien
- 1996 : Qu'est-ce qu'on attend
- 1996 : Come Again 2 avec Big Red
- 1996 : Affirmative Action Seine-Saint-Denis Style Remix avec Nas et AZ
- 2000 : Pass pass le oinj

## Clips
- 1995 : Tout n'est pas si facile
  - NTM et d'autres personnes marchent et dansent le breakdance dans la rue.
- 1995 : Qu'est-ce qu'on attend
  - Le clip commence avec un documentaire de promotion sur un quartier HLM puis la musique commence avec l'effondrement d'un immeuble. Ensuite, Kool Shen et Joeystarr, avec plusieurs acolytes, rappent alternativement dans une gare et sur un ring de boxe.
- 1995 : Fièvre
  - Le clip commence avec une intro où un mari violent frappe sa femme avant de mettre un disque d'Elvis Presley. Dans l'appartement du dessous, Kool Shen se réveille puis part en voiture rejoindre Joeystarr mais se fait arrêter par la police pour un contrôle d'identité. N'ayant pas ses papiers, il est emmené au commissariat où il attend des heures pendant que les policiers s'amusent et prennent l'apéritif. Joeystarr lui, rencontre une jolie jeune fille et la séduit. Par la suite, NTM est en boite de nuit.
- 1997 : Affirmative Action Seine-Saint-Denis Style Remix avec Nas
  - Le clip est alternativement en noir et blanc et en couleur. Joeystarr, Kool Shen et Nas sont alternativement assis sur un fauteuil, présents avec tout un groupe de rappeurs et dans un couloir, tenant dans leurs mains des néons lumineux.

Note : En 1995, un court-métrage d'une trentaine de minutes mettant en scène les trois premiers clips reliés par une fiction est réalisé par Seb Janiak. Il sort au cinéma peu de temps après la sortie de l'album et un peu plus tard en VHS.

## Samples
Sources : WhoSampled
- Intro
  - American Tango de Weather Report
- Tout n'est pas si facile
  - The Sea Lion de Grover Washington, Jr.
  - It's Your Love d'Ethel Beatty
  - Go Steta I de Stetsasonic
- Come Again (pour que ça sonne funk)
  - Fo-fi-fo de Pieces of a Dream
  - Chief Rocka de Lords of the underground
- Qu'est-ce qu'on attend
  - Water Babies de Miles Davis
  - Raise the Roof de Public Enemy
- Le rêve
  - Fightin' Fire With Fire de The Bar-Kays
- Old Skool
  - Vein Melter de Herbie Hancock
- Paris sous les bombes
  - My Melody d'Eric B. and Rakim
- Qui paiera les dégâts? (DJ Clyde remix)
  - Illegal Business de Boogie Down Productions
- Est-ce la vie ou moi
  - Witch Doctor's Brew de Magnum
- La Fièvre
  - My Lady des Crusaders
- Popopop !!
  - Atomic Dog de George Clinton
- Outro
  - Theme from Trouble Man de Marvin Gaye
  - Straighten It Out de Pete Rock & CL Smooth